# The Machine (band)

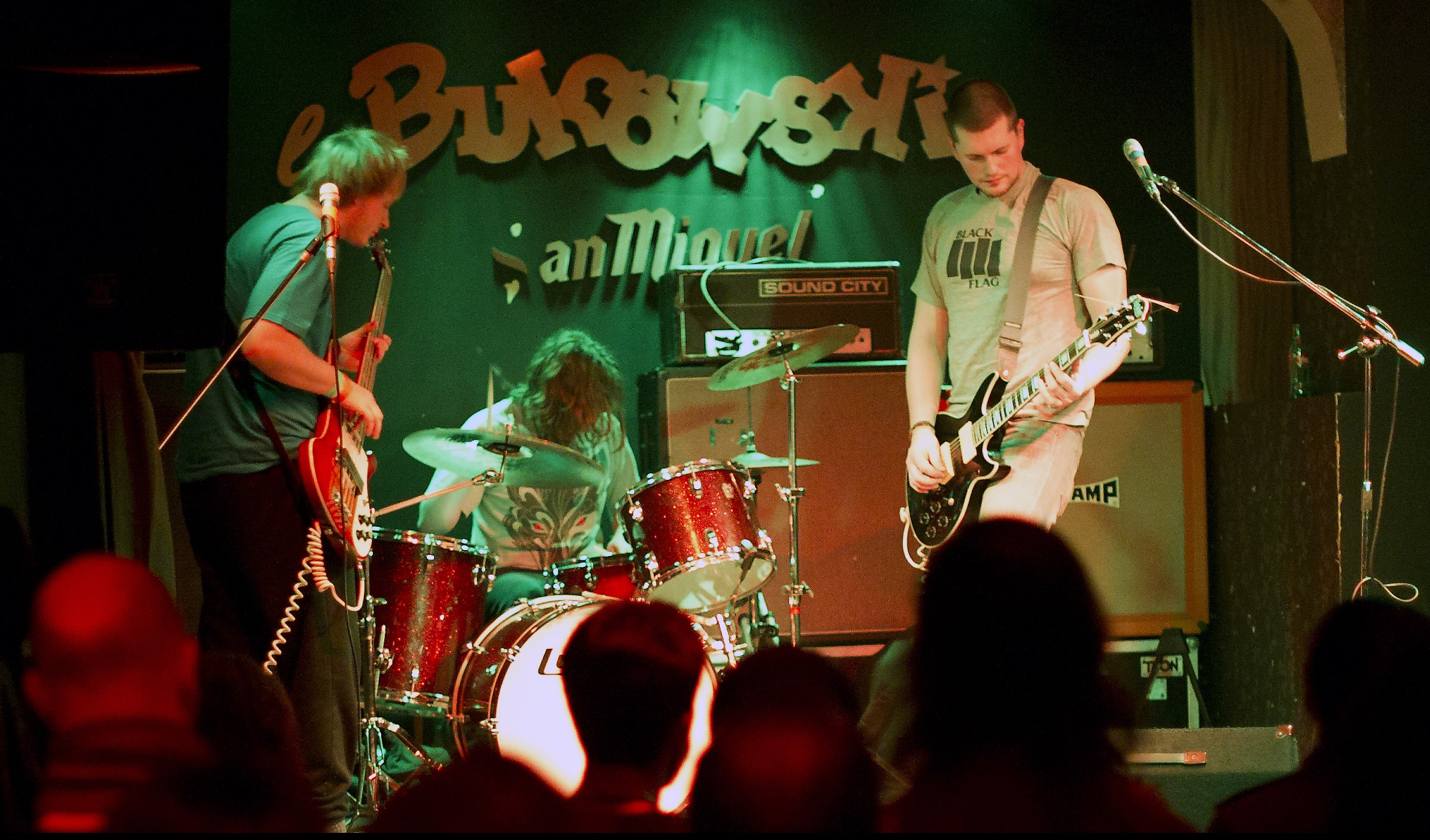
The Machine (2013)

The Machine is een Nederlandse stonerrockgroep uit de regio Rotterdam.
De groep werd opgericht in 2007 en bracht een demo uit. Het volgende album Solar Corona werd uitgegeven door een klein Duits label en daarna kreeg de groep een contract bij het Duitse label Elektrohasch. De groep heeft opgetreden in onder meer Duitsland, België, Engeland, Noorwegen,, Italië, Portugal en Oekraïne.

## Bezetting
- Davy Boogaard: drums
- David Eering: gitaar, zang
- Chris Both: basgitaar

## Discografie
- 2007: Shadow Of The Machine
- 2009: Solar Corona
- 2011: Drie
- 2012: Calmer Than You Are
- 2013: The Machine & Sungrazer (splitalbum met Sungrazer)
- 2015: Offblast!
- 2018: Faceshift
- 2023: Wave Cannon